# Демократическая партия Свазиленда
Демократическая партия Свазиленда (англ. Swazi Democratic Party), также известная под аббревиатурой СВАДЕПА (SWADEPA) — левоцентристская политическая партия в Эсватини, основанная в 2011 году профсоюзным лидером Яном Ситоле. В отличие от более революционно настроенных левых партий вроде Народного объединённого демократического движения (PUDEMO), SWADEPA не отказывается от системной политики — например, её члены приняли участие в парламентских выборах 2013 года в качестве индивидуальных независимых кандидатов.

## История
Демократическая партия Свазиленда SWADEPA была основана 24 сентября 2011 года ветеранами демократического движения, в основном имеющими опыт работы в профсоюзах, а также в других институтах гражданского общества, таких как церкви. Лидеры партии были среди авторов стратегии бойкота, которую демократическое движение проводило с 1993 года, отвечая на контролируемые монархическим режимом недемократические выборы каждые 5 лет. Однако после принятия новой конституции 2005 года в 2011 году была создана партия SWADEPA, пытавшаяся изменить систему изнутри, участвуя в выборах — но не заменяя этим массовую мобилизацию, а дополняя её. Лидер партии Ян Ситоле скончался 12 сентября 2020 года.

## Положение в политической сфере
Будучи открыто заявленной социал-демократической партией, SWADEPA в своей стратегии и политической платформе представляет себя единственной партией в Эсватини с чёткой идеологией.
Впрочем, в стране существуют и другие социалистические партии — Народное объединённое демократическое движение PUDEMO, Конгресс национального освобождения Нгване NNLC, Коммунистическая партия Свазиленда. Как левоцентристская и реформистская сила SWADEPA занимает промежуточное положение между этими более радикальными левыми и консервативно-роялистскими силами в Эсватини.
Она применяет прагматичную стратегию конструктивного и активного противодействия режиму, которая одновременно служит целям обеспечения собственного политического пространства для манёвра и демонстрации режиму и гражданам, что требования демократии не обязательно подразумевают радикализм, республиканизм и кардинальную перестройку общества и культуры. Это своего рода балансирование в контексте политических репрессий и полицейской жестокости, подталкивающей к экстремистским поступкам. Однако SWADEPA считает свою стратегию правильной, так как остальные успехом не увенчались.
Партия SWADEPA значительно укрепилась в политическом спектре Эсватини после выборов в октябре 2013 года, на которых она получила несколько мест в парламенте и значительное количество мест на выборах председателей избирательных округов (iNdvunaye Nkhundla) и представителей вождеств (Bucopho), чтобы влиять на политические настроения в сторону демократического развития.
Кроме того, SWADEPA выступает важным участником более широкого гражданского общества Эсватини с заметным представительством в Учредительном собрании, Национальном совете молодежи Свазиленда, студенческих советах, профсоюзах и т. д. В последние годы партия участвовала в широких коалициях вроде Многостороннего форума (Multi-Stakeholder Forum, MSF) для пропаганды демократических реформ. Однако внутренние разногласия внутри MSF ослабили его единство, особенно после убийства его председателя Тулани Масеко из PUDEMO, сыгравшего решающую роль в объединении оппозиционных сил.
Опираясь предоставленную выборами платформу, SWADEPA выстраивает оппозицию режиму, продвигая противоречивые программы и добиваясь изменений как общедемократического характера, так и социально-экономической политики для всех граждан Свазиленда — как трудящихся, так и безработных, молодёжи, пожилых. Таким образом, SWADEPA выступает не столько за просто абстрактную концепцию демократии, сколько за реальные улучшения, которые соберут поддержку вокруг партии, расширят возможности граждан и повысят их понимание преимуществ демократии.

## Организация
SWADEPA географически представлена по всей территории Эсватини и на всех социальных уровнях. В SWADEPA насчитывается несколько тысяч членов. Организационная структура SWADEPA построена в соответствии с уставом партии.
У SWADEPA есть ячейки (отделения) в каждом из 55 округов (тинкхундла) Эсватини. Филиалы координируются по 4 регионах Эсватини, в каждом из которых организована региональная конференция и исполнительный комитет.
Национальная конференция является высшим органом SWADEPA. Делегаты представляют отделения (90 %) и 10 % — организации женщин/молодёжи/регионов. Национальный исполнительный комитет (NEC) является высшим органом SWADEPA в период между конференциями.
Женская лига SWADEPA открыта для женщин-членов SWADEPA. Молодёжная лига SWADEPA открыта для всех лиц в возрасте от 14 до 35 лет. Это автономные органы в составе SWADEPA, имеющие собственный устав. Они имеют ту же базовую структуру, что и SWADEPA.

## Международное сотрудничество
В июне-июле 2014 года SWADEPA была принята в качестве члена-наблюдателя в Социалистический интернационал, с которым начала активное взаимодействие в 2013 году. Решение было ратифицировано XXV Конгрессом Социнтерна в Картахене (Колумбия) в 2017 году.
Датская социал-демократическая партия, являющаяся крупнейшей партией в правящей коалиции Дании, с 2012 года сотрудничает с SWADEPA, финансируемой через Датский институт партий и демократии DIPD (таким же образом датская Красно-зелёная коалиция поддерживает PUDEMO). «Главная цель сотрудничества — продемонстрировать и укрепить позицию SWADEPA как мощной силы, выступающей за многопартийную демократию в Свазиленде».